# 辛雲京
辛雲京（713年—768年），金城（今甘肃兰州）人，唐朝時期將領。

## 生平
世代為河西世家，客居京兆（今陕西西安）。兄弟數人皆有胆識。以功積太常卿。官至北京都知兵马使、代州刺史。宝应元年（762年），邓景山为军士所杀，请求授辛云京为节度使，因授河东节度使兼太原尹。累加检校左仆射、同中书门下平章事。
仆固怀恩送登里可汗回去，又路经太原，辛云京担心太原受到侵犯，便旧闭门不纳。仆固怀恩大怒，上表弹劾辛云京，并屯军汾州。辛云京趁机上奏说仆固怀恩谋反。仆固怀恩受到诬陷，愤怨殊深。
辛雲京與僕固懷恩不合，与宦官骆奉先来往密切，都认为懷恩私下与太原将李竭诚通谋，打算攻下太原，便私斩李竭诚，雲京與李抱玉、宦官骆奉先（僕固懷恩的监军）、鱼朝恩造谣，诬陷仆固怀恩与回纥勾结，因而更加激起唐代宗的怀疑。
仆固怀恩气不过辛云京，还派儿子仆固玚与辛云京交战，云京大败。唐代宗更加怀疑仆固怀恩，继续夺去仆固怀恩的兵权。最终聯合向激反僕固懷恩。鱼朝恩借此以自己宦官集团的神策军替代原守卫关中的朔方军，朔方军被分为京西北八镇。
大历三年（768年）八月庚午卒，册赠太尉，辍朝三日，谥忠献。妻子李氏的墓志显示他最终的官职、爵位为“河东节度使、检校尚书左仆射、同中书门下平章事、金城郡王”。金城郡王何时所封不详。

## 家庭出
妻李氏（710年-768年）。
子辛杲、辛朗。
孙辛谠

## 延伸阅读
[在维基数据编辑]
 《舊唐書·卷110》，出自刘昫《舊唐書》
 《新唐書·卷147》，出自《新唐書》